# グレン・L・マーティン・カンパニー

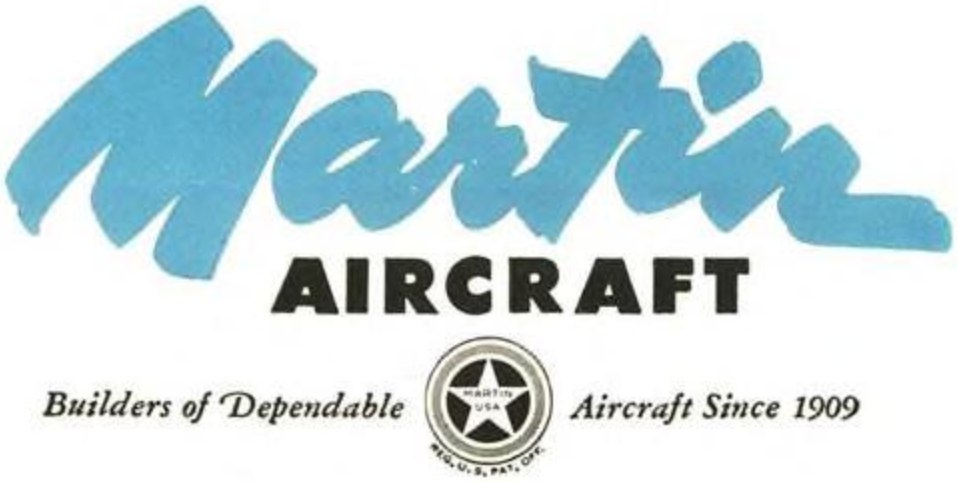
1950年のロゴ

グレン・L・マーティン・カンパニー（The Glenn L. Martin Company、単にマーティンとも）は、1912年8月に設立されたアメリカの航空機メーカーである。設立者はグレン・ルーサー・マーティン（Glenn Luther Martin）。
有名な機体は、第二次世界大戦中のB-26 マローダーである。1950年代から1960年代にかけて有人航空機の開発からは撤退してミサイルや宇宙開発関係の分野に軸足を移した。その後1961年にアメリカン・マリエッタと合併してマーティン・マリエッタになり、2006年現在はロッキードと合併して、ロッキード・マーティンとなっている。
マーティン社は後にそれぞれの会社を設立するドナルド・ウィルス・ダグラス（Donald Wills Douglas）、ローレンス・デイル・ベル（Lawrence Dale Bell）、ジェイムス・スミス・マクダネル（James Smith McDonnell）らの技術者が属していた。
後にボーイングを設立する ウィリアム・エドワード・ボーイング（William Edward Boeing)も飛行機事業にのりだすのにマーティン社の飛行機を購入することからはじめている。

## 製品
- 117 / 122 PM
- 119 / 120 XP2M / P3M
- 123 / 139 B-10/B-12/XB-13/XB-14/O-15/O-45
- 130
  - 1号機　チャイナ・クリッパー
- 145 XB-16
- 146
- 156
- 162 PBM マリナー
- 167 XA-22 / メリーランド
- 170 JRM マーズ
- 179 B-26 / JM マローダー
- 182 XB-27
- 187 A-30 バルティモア
- B-29 スーパーフォートレス（ライセンス生産）
- 190 XB-33 スーパーマローダー
- YB-35A
- 210 BTM / AM モーラー
- 219 P4M マーケイター
- 223 XB-48
- 234 XA-45 / XB-51
- 237 P5M / P-5 マーリン
- 272 B-57 キャンベラ（ライセンス生産）
- 275 P6M シーマスター
- 313 XP5M-3 / XP7M サブマスター
- 316 XB-68

- T
- S
- N2M
- MB
- NBS
- XNBL-2
- T3M
- T4M
- XLB-4
- XT6M
- BM
- 146
- XP2M
- PBB-1
- マーティン333 - 直列4気筒ピストンエンジン

- 2-0-2
- 4-0-4